# Mistletoe (bài hát của Colbie Caillat)
"Mistletoe" là bài hát Giáng Sinh được thể hiện bởi Colbie Caillat và được chính Caillat cùng các bạn của cô và quản lý cũ của Stacy Blue chắp bút.

## Phát hành
Phiên bản năm 2007 của bài hát được sản xuất bởi Mikal Blue và được phát hành dưới dạng đĩa đơn tải nhạc số vào ngày 20 tháng 11 năm 2007. Báo USA Today có một bài báo công bố việc "Mistletoe" trở thành bài hát Giáng Sinh được tải về nhiều nhất năm 2007. Trong suốt mùa lễ hội đầu tiên của nó, bài hát bán ra ước tính khoảng 116,000 bản.
Bài hát được ghi âm lại bởi cha của Caillat, Ken Caillat và được tái bản lại trong album Giáng sinh của cô mang tên "Christmas In The Sand" vào ngày 22 tháng 10 năm 2012.

### Những lần xuất hiện khác
Bài hát này còn được xuất hiện trong đĩa biên tập The Essential Now That's What I Call Christmas, phát hành vào tháng 9 năm 2008. Bài hát cũng được xuất hiện trên album Giáng Sinh tổng hợp của nhãn đĩa Epic Records và Hotel Café mang tên Hotel Cafe Presents Winter Songs, với toàn bộ phần lợi nhuận được quyên góp cho quỹ Susan G. Komen For The Cure.

### Trong văn hóa đại chúng
Bài hát xuất hiện trong bộ phim năm 2008 Baby Mama. và bộ phim Giáng Sinh Christmas Child được trình chiếu trên đài Lifetime.

## Xếp hạng
| Bảng xếp hạng (2007–08)         | Thứ hạng cao nhất |
| ------------------------------- | ----------------- |
| Canada (Canadian Hot 100)       | 56                |
| US Billboard Hot 100            | 75                |
| US Billboard Adult Contemporary | 7                 |